# Landshövdingar i Kalmar län
Landshövdingen i Kalmar län är chef för Länsstyrelsen i Kalmar län. Landshövdingen blir under sin ämbetstid även ståthållare på Kalmar slott och ingår därmed i de Icke tjänstgörande hovstaterna vid Kungliga hovet.

## Lista över landshövdingar i Kalmar län
- 1634–1637: Jesper Andersson Cruus
- 1637–1645: Conrad von Falkenberg
- 1645–1655: Gabriel Gyllenankar
- 1655–1656: Göran Eriksson Ulfsparre
- 1656–1661: Carl Filip von Sack
- 1661–1664: Claes Pedersson Banér
- 1664–1665: Gustaf Cruus till Edeby
- 1666: Claes Niklas Dankwardt–Liljeström
- 1666–1671: Peder Persson Hammarskiöld
- 1671–1674: Mauritz Nilsson Posse
- 1674–1677: Conrad Gyllenstierna
- 1677–1679: Henrik von Vicken
- 1679–1680: Hans Georg Mörner landshövding i Jönköpings län, guvernör över Kalmar och Kronobergs län, guvernör över Jönköpings län.
- 1680–1683: Hans Wachmeister  Guvernör över Kalmar och Blekinge län
- 1683–1694: Hans Clerck
  - 1694: Hans von Dellinghausen (vice)
- 1694–1695: Carl Gyllenpistol
- 1695–1701: Blechardt Wachtmeister
- 1701–1709: Reinhold Rehbinder
- 1709–1721: Adam Carl De la Gardie
- 1721–1728: Georg Wilhelm Fleetwood
- 1728–1734: Gustaf von Psilander
- 1734–1754: Georg Bogislaus Staël von Holstein
- 1755–1757: Nils Djurklou
- 1757–1774: Carl Gustaf Roxendorff
- 1774–1781: Carl Rappe
- 1781–1788: Lars Fredrik von Kaulbars
- 1788–1790: Fredrik von Köhler
- 1790–1810: Mikael Anckarsvärd
- 1810–1822: Johan Georg De la Grange
- 1822–1839: Gustaf Peter Nordenanckar
- 1839–1840: Jakob August von Hartmansdorff
- 1840–1852: Claes Ulrik Nerman
- 1852–1873: Knut Erik Skjöldebrand
- 1873–1888: Gustav Jakob Edelstam
- 1888–1896: Viktor Lennart Groll
- 1896–1903: Karl Adolf Fagerlund
- 1903–1917: Conrad Cedercrantz
- 1917–1938: John Ludvig Falk
- 1938–1947: Arvid Lidén
- 1947–1958: Ruben Wagnsson
- 1959–1967: Ivar Persson i Skabersjö
- 1968–1981: Erik Westerlind
- 1981–1996: Eric Krönmark
- 1996–2002: Anita Bråkenhielm
- 2002–2011: Sven Lindgren
- 2012–2016: Stefan Carlsson[2]
- 2016–2017: Malin Almqvist (tillförordnad)[3]
- 2017–2019: Thomas Carlzon
- 2019–20 september 2020: Cecilia Schelin Seidegård
- 21 september 2020–2022: Peter Sandwall[4]
- 2022–2023: Johan Blom (tillförordnad)
- 2023– : Allan Widman